# Mostafa Belkhayate
Pour les articles homonymes, voir Belkhayate.
 (mars 2021).
 (mars 2021).
 (mars 2021).
La mise en forme du texte ne suit pas les recommandations de Wikipédia : il faut le « wikifier ».
Les points d'amélioration suivants sont les cas les plus fréquents :
- Les titres sont pré-formatés par le logiciel. Ils ne sont ni en capitales, ni en gras.
- Le texte ne doit pas être écrit en capitales (les noms de famille non plus), ni en gras, ni en italique, ni en « petit »…
- Le gras n'est utilisé que pour surligner le titre de l'article dans l'introduction, une seule fois.
- L'italique est rarement utilisé : mots en langue étrangère, titres d'œuvres, noms de bateaux, etc.
- Les citations ne sont pas en italique mais en corps de texte normal. Elles sont entourées par des guillemets français : « et ».
- Les listes à puces sont à éviter, des paragraphes rédigés étant largement préférés. Les tableaux sont à réserver à la présentation de données structurées (résultats, etc.).
- Les appels de note de bas de page (petits chiffres en exposant, introduits par l'outil «  Source ») sont à placer entre la fin de phrase et le point final[comme ça].
- Les liens internes (vers d'autres articles de Wikipédia) sont à choisir avec parcimonie. Créez des liens vers des articles approfondissant le sujet. Les termes génériques sans rapport avec le sujet sont à éviter, ainsi que les répétitions de liens vers un même terme.
- Les liens externes sont à placer uniquement dans une section « Liens externes », à la fin de l'article. Ces liens sont à choisir avec parcimonie suivant les règles définies. Si un lien sert de source à l'article, son insertion dans le texte est à faire par les notes de bas de page.
- La présentation des références doit suivre les conventions bibliographiques. Il est recommandé d'utiliser les modèles {{Ouvrage}}, {{Chapitre}}, {{Article}}, {{Lien web}} et/ou {{Bibliographie}}. Le mode d'édition visuel peut mettre en forme automatiquement les références.
- Insérer une infobox (cadre d'informations à droite) n'est pas obligatoire pour parachever la mise en page.

Pour une aide détaillée, merci de consulter Aide:Wikification.
Si vous pensez que ces points ont été résolus, vous pouvez retirer ce bandeau et améliorer la mise en forme d'un autre article.
Mostafa Belkhayate
Mostafa Belkhayate, né le 25 août 1960 à El Jadida au Maroc est un chef d'entreprise marocain. 
Il a reçu le prix trophée or 2009 et trophée d'argent 2013 et 2010 de l'analyse technique.

## Biographie

### Famille et formation
Mostafa Belkhayate nait au Maroc. À l'âge de 8 ans il immigre avec sa famille au Sénégal, à Dakar. Il y obtient son baccalauréat obtenu au lycée français Van Vollenhoven en 1982. Il se rend alors à Paris pour ses études à l'université Paris-Nanterre, ensuite diplômé d'une Maîtrise en mathématiques de l'université de Paris-Nanterre.

### Carrière de trader
En 1995, Mostafa Belkhayate commence sa carrière comme trader pour le Crédit suisse[réf. incomplète]. En 1999 il remporte le championnat du monde de la Bourse organisé par l'association des Traders internationaux de Genève.En 2012 Mostafa Belkhayate se voit attribuer la première place d’un concours de trading automatique organisé par le courtier californien Progressive Trading Group. 
En 2004, Mostafa Belkhayate décroche la gestion d’un fonds d’investissement Canadien spécialisé sur l’or physique. Le fonds est passé d’un actif en gestion de 400 millions de dollars à plus de 1,3 milliard de dollars en moins de deux ans. En 2006, Bloomberg classe son fonds à la première place devant un large éventail de fonds spécialisés sur les matières premières.[réf. nécessaire]
En 2009, Mostafa remporte le trophée d'or du meilleur analyste technique et graphique lors du salon de l'analyse technique à Paris. Mostapha Belkhayate gagne la première place avec son système de robot automatique de trading lors de la compétition internationale des algorithmes de trading à Los Angeles, en réalisant un rendement de 120% par an. 
En 2014, il structure à Dubaï Gold Réserve SUKUK, la première obligation adossée à l’or, qui permet aux investisseurs d’investir dans l'or grâce à une structure  conforme à la règlementation locale du pays. En 2015, Mostafa Belkhayate reçoit le trophée de leader de la finance islamique au cours du World Islamic Forum en Malaisie pour son système d’ingénierie financière destiné à l’Afrique.    
Avec Fayze Bouaouid et Kassem Lahham, Mostafa Belkhayate est cofondateur de la société Springbox AI. Basée à Dubaï avec une application de prévision financière basée sur l'IA, elle est conçue pour remplacer le service d'investissement sur les marchés financiers et destinée au trader moyen des marchés financiers. Elle a été lancée sur iOS et Android.    
Mostafa Belkhayate se marie en 1987 et divorce en 1992, il aura deux enfants avec sa première femme.

## Distinctions
(mars 2024).
En 1999 il est nommé champion du monde du trading Online organisé par l’association de trading à Genève.
En 2009 il reçoit le trophée d’or de l’analyse technique et graphique à Paris décerné par le public,,,.
En 2012 il reçoit le premier prix de la compétition internationale des algorithmes de trading automatique.
En 2015 il reçoit le trophée de leader de la finance Islamique en Malaisie.
Le magazine Financial Afrik, l’a classé en 2018 et en 2019 parmi les 100 personnalités qui font bouger l’Afrique.